# Braunrote Schlauchpflanze

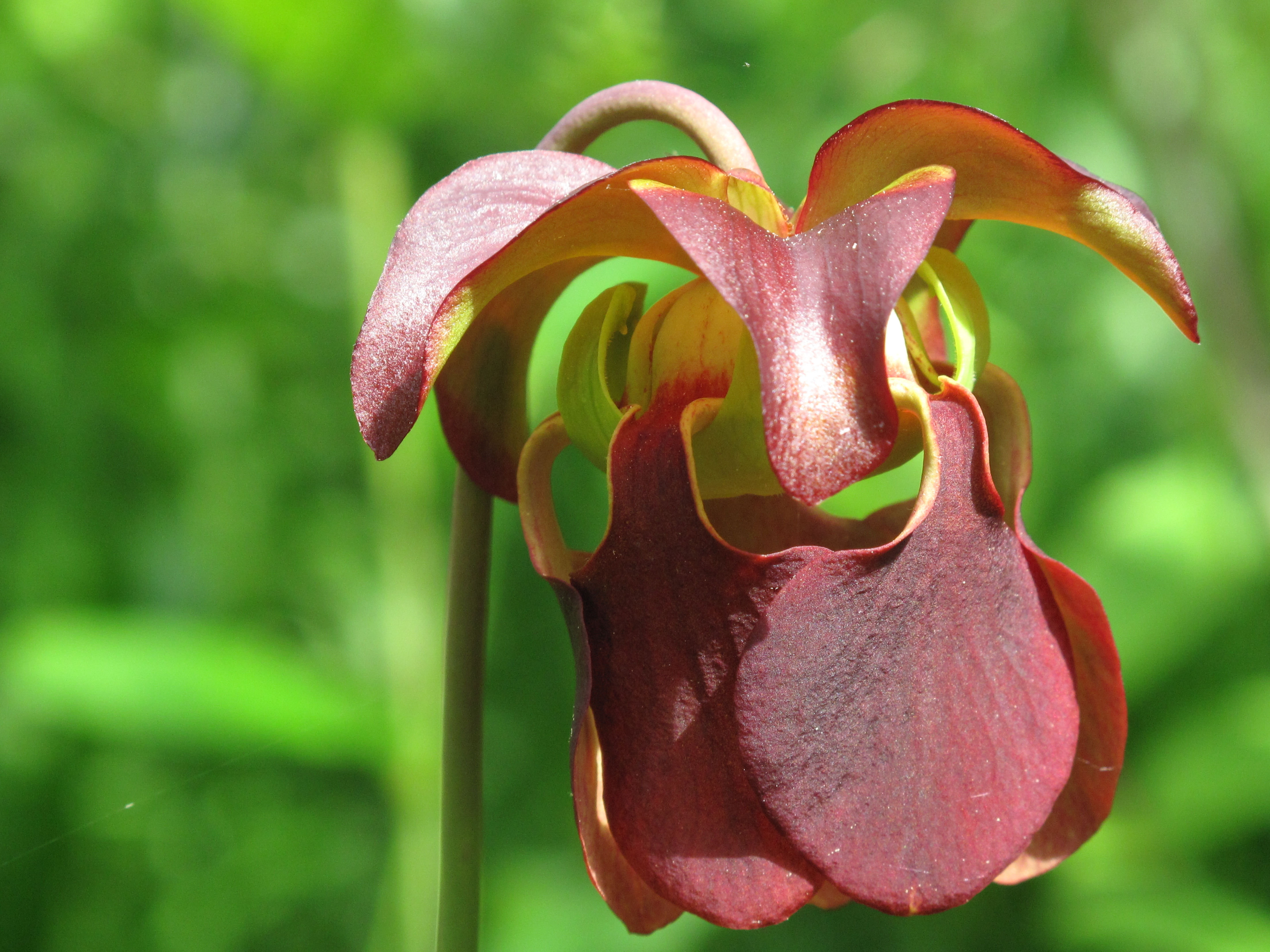
Blüte der Braunroten Schlauchpflanze

Die Braunrote Schlauchpflanze (Sarracenia rubra) ist eine Art aus der Gattung der Schlauchpflanzen. Sie wurde das erste Mal 1788 durch Thomas Walter beschrieben.

## Beschreibung
Die Braunrote Schlauchpflanze gilt als kleinste aufrecht wachsende Sarracenia-Art. Die Schläuche dieser Art werden 30 bis 40 cm (selten bis 45 cm) lang. Diese Art ist in  viele Unterarten unterteilt (so bildet z. B. die sehr seltene Sarracenia rubra subsp. jonesii mit 60 bis 70 cm hohen Schläuchen die größten Schläuche dieser Art). Auch in Form und Farbe gibt es deutliche Unterschiede. Die Schläuche selbst sterben bei den ersten (leichten) Frösten im Heimatgebiet ab. Die Schlauchöffnung der Sarracenia rubra subsp. rubra erreicht eine Breite von 1,5 bis 2,3 cm.
Blütezeit von Sarracenia rubra ist von April bis Mai – in kühleren Regionen auch bis Juni. Die Blüten sind bei dieser Art grundsätzlich tief rot. Die Blüte hat einen Durchmesser von etwa 3 bis 4 cm.

## Verbreitung
Das Verbreitungsgebiet dieser Pflanze ist stark disjunkt (zerstückelt). Die Art kommt an der amerikanischen Ostküste vor – vom Süden North Carolinas über South Carolina bis Nord-Georgia. Die Unterarten Sarracenia rubra subsp. jonesii und Sarracenia rubra subsp. alabamensis sind selten. Die Unterart Sarracenia rubra subsp. wherryi ist wieder häufiger, sie kann man vom Südosten Georgias über Alabama bis ins nordwestliche Florida und vereinzelt in Mississippi finden.
Der übliche Standort sind leicht saure Sumpfgebiete, Quellmoore und sandig-sumpfige Stellen am Atlantik.

## Systematik
Es gibt bis zu fünf Unterarten:
- Sarracenia rubra subsp. alabamensis D.E. Schnell: Sie wird von manchen Autoren auch als eigene Art angesehen: Sarracenia alabamensis Case & R.B. Case. Sie kommt in Alabama vor.[1]
- Sarracenia rubra subsp. gulfensis D.E. Schnell: Sie kommt in Florida vor.[1]
- Sarracenia rubra subsp. jonesii (Wherry) Wherry: Sie kommt in North Carolina und South Carolina vor.[1]
- Sarracenia rubra subsp. rubra: Sie kommt in Georgia, in North Carolina und South Carolina vor.[1]
- Sarracenia rubra subsp. wherryi D.E. Schnell: Sie wird von manchen Autoren auch als Unterart zu Sarracenia alabamensis gestellt: Sarracenia alabamensis Case & R.B. Case subsp. wherryi (D.E. Schnell) Case & R.B. Case.[1]